# Liste der denkmalgeschützten Objekte in Wilfersdorf (Niederösterreich)
Die Liste der denkmalgeschützten Objekte in Wilfersdorf enthält die 22 denkmalgeschützten, unbeweglichen Objekte der niederösterreichischen Marktgemeinde Wilfersdorf im Bezirk Mistelbach.

## Denkmäler
| Foto  |                 | Denkmal                                                                                    | Standort                                           | Beschreibung | Metadaten |
| ----- | --------------- | ------------------------------------------------------------------------------------------ | -------------------------------------------------- | --- | --- |
| ja    | Datei hochladen | Pietà HERIS-ID: 89336 Objekt-ID: 103960 marterl.at: 22402                                  | vor Am Kugelberg 7 Standort KG: Bullendorf         | Der etwa vier Meter hohe, aus Ziegeln gemauerte Bildstock aus der Zeit um 1800 ist in klassizistischem Stil ausgeführt. Er verfügt über eine rechteckige Nische, blau ausgemalt, die hinter einem verglasten Holzfenster eine polychrome Pietà aus Gips beherbergt. Oberhalb der Nische befindet sich eine dreiseitiges Kranzgesims und darauf ein ziegelgedecktes Tropfsims. Den Abschluss bilden ein Dreiecksgiebel mit aufgemalter Fasche und ein ziegelgedecktes Satteldach mit einfachem Eisenkreuz. | BDA-Hist.: Q37735768 Status: § 2a Stand der BDA-Liste: 2025-06-30 Name: Pietà GstNr.: 100                                                                      |
| ja    | Datei hochladen | hallstattzeitliches Einzelgrab, Hügelgrab von Bullendorf HERIS-ID: 27384 Objekt-ID: 23905  | Leeäcker Standort KG: Bullendorf                   | Südwestlich des Ortes liegt ein großes Hügelgrab aus der Hallstattkultur, das 1874 entdeckt wurde. Auf dem Tumulus steht seit 2009 ein Kreuz. | BDA-Hist.: Q37910830 Status: Bescheid Stand der BDA-Liste: 2025-06-30 Name: hallstattzeitliches Einzelgrab, Hügelgrab von Bullendorf GstNr.: 1563              |
| ja    | Datei hochladen | Ehem. Liechtensteinscher Zehenthof HERIS-ID: 45910 Objekt-ID: 47441                        | Lindengasse 5 Standort KG: Bullendorf              | Der Bullendorfer Zehenthof zählt wohl zu den ältesten Gebäuden des Ortes, jedoch ist die genaue Bauzeit nicht bekannt. Er gehörte bis 1792 zu Schloss Wilfersdorf, ehe er an private Besitzer verkauft wurde. Zu den wichtigsten Räumen zählen das Zehentstüberl, das Presshaus mit einer Weinpresse von 1811 und der gewölbte Zehentkeller. | BDA-Hist.: Q38018145 Status: Bescheid Stand der BDA-Liste: 2025-06-30 Name: Ehem. Liechtensteinscher Zehenthof GstNr.: 590 Zehenthof Bullendorf                |
| ja    | Datei hochladen | Ehemaliger Pfarrhof HERIS-ID: 33727 Objekt-ID: 31447                                       | Lundenburgerstraße 63 Standort KG: Bullendorf      | Der Pfarrhof, westlich der Kirche gelegen und mit dieser stilistisch eine Einheit bildend, wurde in den Jahren 1910 bis 1911 vermutlich vom Baumeister Josef Dunkl nach Plänen des Architekten Karl Weinbrenner erbaut. Der ebenerdige Bau hat ein Mansardenwalmdach. In der Mitte befindet sich über dem korbbogigen Portal eine Mansarde mit Dreiecksgiebel. Im Giebelfeld ist eine als Stuckrelief ausgeführte Darstellung der Maria mit Kind zu sehen. In der ersten Hälfte des Jahres 2013 wurde der Pfarrhof innen und außen renoviert und als Arztpraxis adaptiert. | BDA-Hist.: Q37953608 Status: § 2a Stand der BDA-Liste: 2025-06-30 Name: Pfarrhof GstNr.: 3, 4 Vicarage in Bullendorf                                           |
| ja    | Datei hochladen | Kath. Pfarrkirche Maria Königin HERIS-ID: 27380 Objekt-ID: 23901                           | Lundenburgerstraße 63, bei Standort KG: Bullendorf | Die Pfarrkirche Maria Königin, in der Mitte des nördlichen Ortsteils zusammen mit dem benachbarten Pfarrhof an der Hauptstraße gelegen, ist ein schlichter Saalbau in neobarocken Formen, mit nördlichem Chor und südwestlichem Turm. Sie wurde 1912 durch Architekt Karl Weinbrenner und Baumeister Josef Dunkl errichtet. | BDA-Hist.: Q37910759 Status: § 2a Stand der BDA-Liste: 2025-06-30 Name: Kath. Pfarrkirche Maria Königin GstNr.: 1 Pfarrkirche Bullendorf                       |
| ja    | Datei hochladen | Kriegerdenkmal HERIS-ID: 27381 Objekt-ID: 23902                                            | Erdölstraße 15a Standort KG: Ebersdorf an der Zaya | Beim Turm der Ortskapelle steht ein Kriegerdenkmal, das an die Opfer beider Weltkriege erinnert. | BDA-Hist.: Q37910776 Status: § 2a Stand der BDA-Liste: 2025-06-30 Name: Kriegerdenkmal GstNr.: 1 Kriegerdenkmal Ebersdorf/Zaya (Wilfersdorf)                   |
| ja    | Datei hochladen | Ortskapelle hl. Gotthard HERIS-ID: 27382 Objekt-ID: 23903                                  | Erdölstraße 15a Standort KG: Ebersdorf an der Zaya | Die Ortskapelle hl. Gotthard, in der zweiten Hälfte des 19. Jahrhunderts an der westlichen Ortseinfahrt errichtet, ist ein schlichter Saalbau mit Rundbogenfenstern, einer Blendädikula an der Ostwand und einem wuchtigen, dreigeschoßigen Turm mit Zeltdach, der der Westwand vorgestellt ist. Der zweijochige Innenraum hat Platzlgewölbe über Gurtbögen auf Wandvorlagen und im Turmerdgeschoß ein Tonnengewölbe. Das mit Brenner signierte Altarbild stellt den hl. Gotthard dar und ist in einen neugotischen Rahmen gefasst. Zur weiteren Ausstattung zählt eine barocke Holzfigur der Maria mit Kind aus der ersten Hälfte des 18. Jahrhunderts, mit seitlich davon stehenden barocken Nischenfiguren von Engeln. | BDA-Hist.: Q37910797 Status: § 2a Stand der BDA-Liste: 2025-06-30 Name: Ortskapelle hl. Gotthard GstNr.: 1 Ortskapelle Ebersdorf/Zaya (Wilfersdorf)            |
| ja    | Datei hochladen | Kapelle hl. Antonius HERIS-ID: 27383 Objekt-ID: 23904                                      | Wienerstraße 44a Standort KG: Hobersdorf           | Die Antoniuskapelle an der Hauptstraße ist ein spätklassizistischer Bau mit Dreisechstelschluss, errichtet um 1800, wobei der Baukern vermutlich älter ist. Sie hat Rundbogenfenster mit Putzfaschen, eine Eingangsfassade mit Giebelbekrönung und einen leicht vorgezogenen, dreigeschoßigen Fassadenturm mit Zeltdach. Dieser ist bis zur Traufhöhe durch eine Putzbänderung gegliedert, hat ein Lünettenfenster über dem Rundbogenportal und rundbogige Schallfenster. Das zweijochige Langhaus ist mit auf Pilastern ruhenden Platzlgewölben ausgestattet, das Emporenjoch tonnengewölbt. Der Orgelchor ruht auf Pfeilern, die bis zur Decke hochgezogen sind. Der eingezogene Triumphbogen ist rundbogig. Der Hochaltar zeigt ein modernes Altarblatt des hl. Antonius und eine Mensa mit klassizistischem Tabernakelaufbau. | BDA-Hist.: Q37910814 Status: § 2a Stand der BDA-Liste: 2025-06-30 Name: Kapelle hl. Antonius GstNr.: .112 Ortskapelle Hobersdorf                               |
| ja    | Datei hochladen | Bürgerhaus HERIS-ID: 27378 Objekt-ID: 23899                                                | Am Berg 1 Standort KG: Wilfersdorf                 | Das Bürgerhaus Am Berg 1 ist ein zwei- bis dreigeschoßiger, über ansteigendem Gelände errichteter, giebelständiger Bau aus der Mitte des 18. Jahrhunderts. Die dreigeschoßige Front ist durch große Pilaster gegliedert. Über dem Gebälk erhebt sich ein von Pfeilern flankierter Giebelaufsatz. | BDA-Hist.: Q37910703 Status: Bescheid Stand der BDA-Liste: 2025-06-30 Name: Bürgerhaus GstNr.: 104                                                             |
| ja    | Datei hochladen | Wegkapelle, Urlaubergruppe HERIS-ID: 27262 Objekt-ID: 23779 marterl.at: 22408              | bei Am Berg 6 Standort KG: Wilfersdorf             | Die Urlauberkapelle ist ein schlichter übergiebelter Bau mit Tonnenwölbung. Die im frühen 18. Jahrhundert geschaffenen Holzfiguren im Inneren stellen den Abschied Christi von Maria dar. | BDA-Hist.: Q37909472 Status: § 2a Stand der BDA-Liste: 2025-06-30 Name: Wegkapelle, Urlaubergruppe GstNr.: .230                                                |
| ja    | Datei hochladen | Presshaus, Wohnhaus HERIS-ID: 27377 Objekt-ID: 23897                                       | bei Am Berg 8 Standort KG: Wilfersdorf             | | BDA-Hist.: Q37910690 Status: Bescheid Stand der BDA-Liste: 2025-06-30 Name: Presshaus, Wohnhaus GstNr.: .459                                                   |
| ja BW | Datei hochladen | Kalvarienberg/Kreuzweg HERIS-ID: 27246 Objekt-ID: 23763 marterl.at: 22824, 22825, 22826, … | Am Berg 23, bei Standort KG: Wilfersdorf           | Der Kreuzweg, auf ansteigendem Gelände nördlich der Kirche gelegen, wurde vor 1674 durch Hartmann und Sidonie von Liechtenstein gestiftet. Er verfügt über vier steinerne Figurengruppen (Ölberg, Geißelung, Dornenkrönung, Kreuztragung), die Ferdinand Pfaundler zugeschrieben werden. Der Weg führt zu einem Holzkruzifix am Hügel und der dahinter liegenden Rosalienkapelle aus der zweiten Hälfte des 17. Jahrhunderts. Diese hat einen kleinen, in den Hang gebauten Zentralraum und darauf einen Ädikulaaufsatz mit Nische. | BDA-Hist.: Q37909339 Status: § 2a Stand der BDA-Liste: 2025-06-30 Name: Kalvarienberg/Kreuzweg GstNr.: 1529/1, 2221/28 Kalvarienberg in Wilfersdorf            |
| ja    | Datei hochladen | Wohnhaus HERIS-ID: 27376 Objekt-ID: 23896                                                  | Brünnerstraße 5 Standort KG: Wilfersdorf           | In der Brünnerstraße 5 steht ein eingeschoßiges, rahmengegliedertes Wohnhaus mit hohem Walmdach, erbaut um 1800. | BDA-Hist.: Q37910670 Status: Bescheid Stand der BDA-Liste: 2025-06-30 Name: Wohnhaus GstNr.: .17 Wohnhaus Brünnerstraße Wilfersdorf                            |
| ja    | Datei hochladen | Flur-/Wegkapelle HERIS-ID: 27379 Objekt-ID: 23900 marterl.at: 22884                        | gegenüber Brünnerstraße 3 Standort KG: Wilfersdorf | | BDA-Hist.: Q37910740 Status: § 2a Stand der BDA-Liste: 2025-06-30 Name: Flur-/Wegkapelle GstNr.: 2221/102                                                      |
| ja    | Datei hochladen | Schloss Wilfersdorf, Liechtensteinmuseum HERIS-ID: 27256 Objekt-ID: 23773                  | Hauptstraße 1 Standort KG: Wilfersdorf             | Das Schloss Wilfersdorf ist seit 1436 im durchgehenden Besitz der Familie Liechtenstein und dient der Verwaltung der fürstlichen Güter in Niederösterreich. Das Hauptgebäude wurde von der Gemeinde Wilfersdorf langjährig gepachtet und wird als regionales Kultur- und Ausstellungszentrum genutzt. | BDA-Hist.: Q2244188 Status: Bescheid Stand der BDA-Liste: 2025-06-30 Name: Schloss Wilfersdorf, Liechtensteinmuseum GstNr.: 1, 2/1, .1/1 Schloss Wilfersdorf   |
| ja    | Datei hochladen | Figurenbildstock hl. Johannes Nepomuk HERIS-ID: 27260 Objekt-ID: 23777 marterl.at: 21778   | bei Hauptstraße 2 Standort KG: Wilfersdorf         | Bei Hauptstraße 2 steht eine Johannes-Nepomuk-Statue aus der Zeit um 1730. | BDA-Hist.: Q37909454 Status: § 2a Stand der BDA-Liste: 2025-06-30 Name: Figurenbildstock hl. Johannes Nepomuk GstNr.: 6/14 Statue John of Nepomuk, Wilfersdorf |
| ja    | Datei hochladen | Figurenbildstock hl. Sebastian HERIS-ID: 89329 Objekt-ID: 103952 marterl.at: 22854         | bei Hauptstraße 20 Standort KG: Wilfersdorf        | Bei Hauptstraße 20 steht eine Statue des hl. Sebastian, die laut Inschrift 1941 renoviert wurde. | BDA-Hist.: Q37733994 Status: § 2a Stand der BDA-Liste: 2025-06-30 Name: Figurenbildstock hl. Sebastian GstNr.: 6/14                                            |
| ja    | Datei hochladen | Häringsmühle HERIS-ID: 27375 Objekt-ID: 23895                                              | Lundenburgerstraße 1 Standort KG: Wilfersdorf      | Die an der Straße nach Bullendorf im zweiten Viertel des 17. Jahrhunderts errichtete Häringsmühle ist ein zweigeschoßiger Bau mit hohem Schopfwalmdach, Ortsteinquaderung, Rechteckfenstern mit profilierter Rahmung und gerader Verdachung, einem Rundbogenportal und einem schmiedeeisernen Gittertor. | BDA-Hist.: Q37910654 Status: Bescheid Stand der BDA-Liste: 2025-06-30 Name: Häringsmühle GstNr.: 130 Häringsmühle in Wilfersdorf                               |
| ja    | Datei hochladen | Kath. Pfarrkirche hl. Nikolaus HERIS-ID: 27372 Objekt-ID: 23892                            | Marktplatz 1b Standort KG: Wilfersdorf             | Die Pfarrkirche hl. Nikolaus, auf einem ansteigenden Hügelrücken im Norden des Marktplatzes in den Jahren 1742–1744 von Andreas Hammer unter Einbeziehung älterer Bauteile errichtet, ist eine spätbarocke Saalkirche mit südseitiger Giebelfassade und Turm sowie einem eingezogenen Chor im Norden. An der Ostseite ist der Chor der gotischen Vorgängerkirche als Kapelle eingebaut. | BDA-Hist.: Q37910630 Status: Bescheid Stand der BDA-Liste: 2025-06-30 Name: Kath. Pfarrkirche hl. Nikolaus GstNr.: .85/1 Pfarrkirche hl. Nikolaus, Wilfersdorf |
| ja    | Datei hochladen | Pfarrhof HERIS-ID: 27371 Objekt-ID: 23891                                                  | Marktplatz 6 Standort KG: Wilfersdorf              | Der Pfarrhof ist ein zweigeschoßiger, traufständiger Bau, der im späten 18. Jahrhundert umgestaltet wurde. Von 1784 bis 1892 diente er als Sitz des Postmeisters. Die Fassade zeigt eine Gesimsgliederung und schmiedeeiserne Fensterkörbe. Ein Korbbogenportal führt zur platzlgewölbten Einfahrt. | BDA-Hist.: Q37910624 Status: § 2a Stand der BDA-Liste: 2025-06-30 Name: Pfarrhof GstNr.: .108                                                                  |
| ja    | Datei hochladen | Flur-/Wegkapelle HERIS-ID: 89345 Objekt-ID: 103971                                         | bei Mistelbacherstraße 86 Standort KG: Wilfersdorf | | BDA-Hist.: Q37736527 Status: § 2a Stand der BDA-Liste: 2025-06-30 Name: Flur-/Wegkapelle GstNr.: 2221/107                                                      |
| ja    | Datei hochladen | Hl. Grabkapelle HERIS-ID: 89330 Objekt-ID: 103954 marterl.at: 22828                        | Am Berg 41 Standort KG: Wilfersdorf                | Die vermutlich im Jahr 1674 gestiftete Grabkapelle am Friedhof ist ein langgestreckter, niedriger, halbrund geschlossener Bau mit einem tempiettoförmigen Aufsatz. An der Apsis zeigt sie eine Blendarkadur auf Säulchen. | BDA-Hist.: Q37735749 Status: § 2a Stand der BDA-Liste: 2025-06-30 Name: Hl. Grabkapelle GstNr.: 1529/1 Heiliggrabkapelle Wilfersdorf                           |